# Fauna Australis
Fauna Australis ist ein chilenisches Forschungsprogramm zur Fauna in Chile und der Andenregion sowie soziokulturellen Aspekten.
Das Fauna Australis Wildlife Laboratory ist die etablierteste Forschungsgruppe für angewandte Naturschutzbiologie in Chile und wird von Cristian Bonacic geleitet. Das Programm gehört zum Natural Resources Programme der Catholic University of Chile (Pontificia Universidad Católica de Chile – PUC). Fauna Australis kooperiert mit Instituten und Universitäten weltweit.
Fauna Australis wurde 2001 von Bonacic gegründet und verfolgt das Ziel, durch angewandte Forschung die Fauna des südlichen Lateinamerikas zu schützen. Das multidisziplinäre Forscherteam setzt sich aus Agrarwissenschaftlern, Biologen, Forstwissenschaftlern, Geographen und Veterinären zusammen. Die Forschung beschäftigt sich mit aktuellen Fragen der Biodiversitätsforschung unter dem Einfluss des Klimawandels. Neben vielen Aspekten der aktuellen Ökosystem- und Naturschutzforschung deckt das Team auch die ethno-biologische Forschung ab, die sich mit den Bevölkerungsgruppen der Aymara und Mapuche auseinandersetzt.

## Publikationen aus der Arbeit von Fauna Australis
- J. T. Ibarra, L. Fasola, D. W. Macdonald, R. Rozzi, C. Bonacic: Invasive American mink Mustela vison in wetlands of the Cape Horn Biosphere Reserve, southern Chile: what are they eating? In: Oryx. 43(1), 2009, S. 87–90.